# Röddelinsee

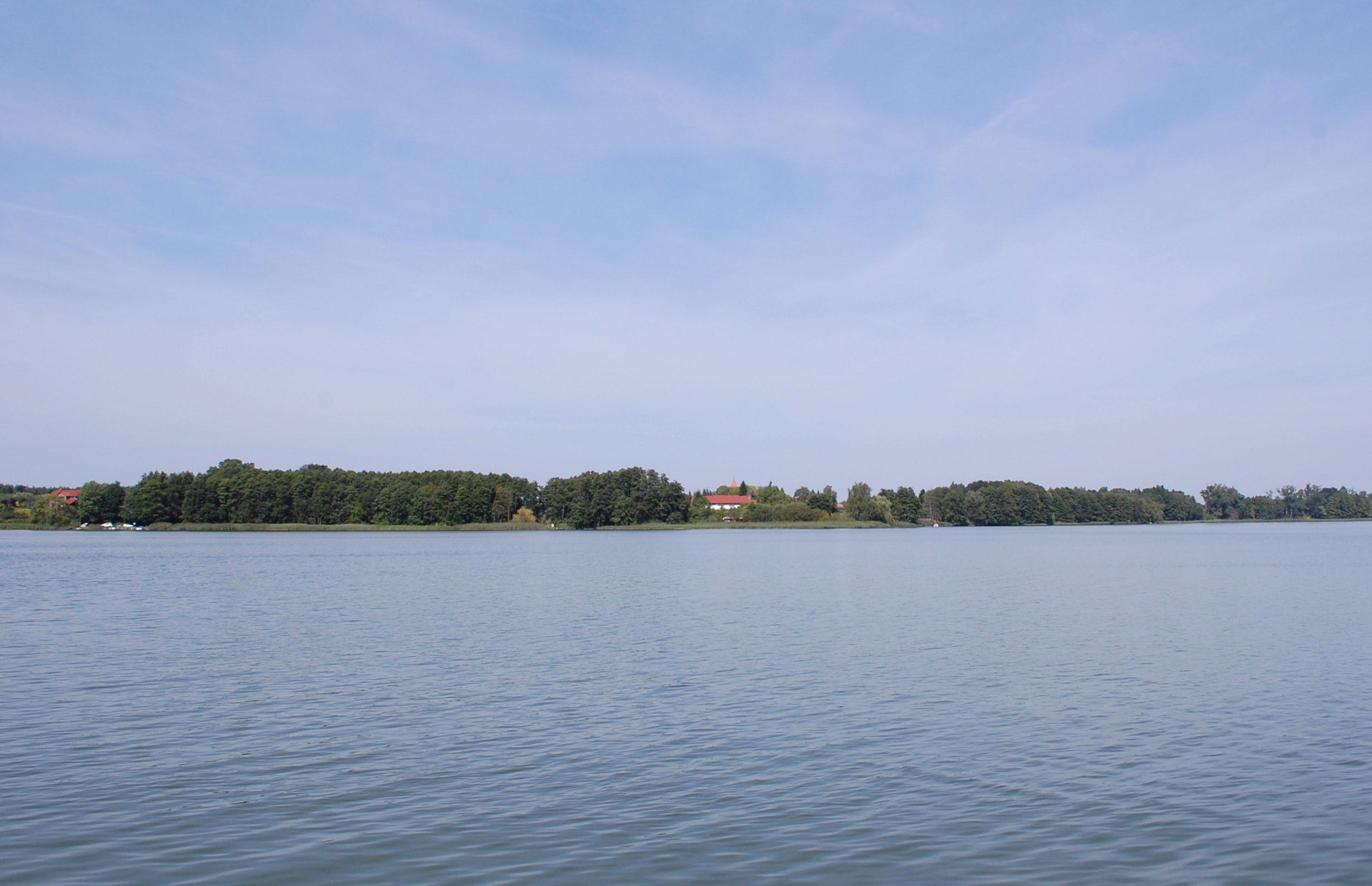
Röddelinsee, Blick über den See nach Röddelin

Der Röddelinsee ist ein See im Land Brandenburg. Er liegt im Verlauf des Havelzuflusses Templiner Gewässer flussabwärts und damit westlich der Stadt Templin. 
Der See hat eine Fläche von 180 Hektar und erstreckt sich langgezogen über etwa 3,3 km. Seine Breite umfasst maximal etwa 840 Meter. Die maximale Tiefe wird mit 39 Metern angegeben. Sein Wasservolumen umfasst 26.751.315 m³. Die gesamte Einzugsfläche des kalkreichen, geschichteten Sees beträgt 28.899 Hektar.
Am Nordufer des Sees liegt das zu Templin gehörende Dorf Röddelin. Gegenüber Röddelin am Südufer befindet sich die Westernstadt El Dorado.
Der Fluss durchströmt ihn vom Nordost- zum Südwestende. Zudem münden in ihn drei seitliche Zuflüsse. Der Schulzenfelder Graben mündet am Nordrand von Röddelin, der Mahlgastgraben aus Kleinem und Großem Mahlgastsee im Südwesten des Dorfes. Gegenüber mündet der Höllengraben.

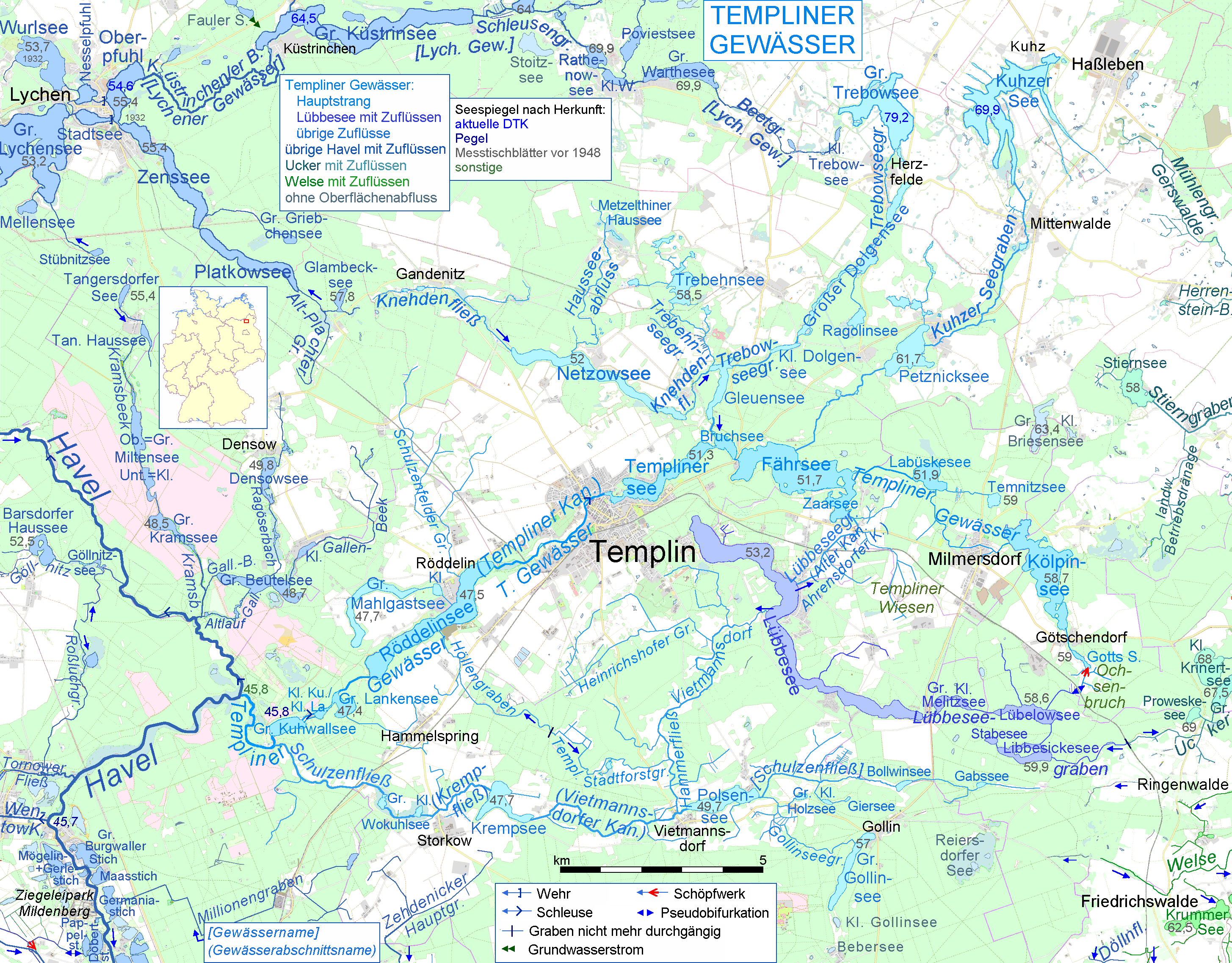
Röddelinsee im Verlauf des Templiner Gewässers